# Lev Oborin
Lev Nikolayevich Oborin (Russo: Лев Николаевич Оборин) (Moscou, 11 de novembro de 1907 — 5 de janeiro de 1974) foi um pianista russo, ganhador do primeiro Concurso Internacional Chopin em 1927, em Varsóvia.
Em 1921, Oborin foi aceito no Conservatório Tchaikovsky como estudante de piano e composição. Completou seus estudos em 1926. Nesse ano, chegaram a Moscou notícias do primeiro Concurso Internacional Chopin, em Varsóvia, e seu professor de piano, Konstantin Ygumnov, imediatamente pensou que Oborin deveria participar.
Após ganhar o primeiro prêmio, tocou na Polônia e Alemanha. Até o ano de 1945 Oborin tocou e ensinou exclusivamente na ex-União Soviética.
Em 1935 tocou pela primeira vez com o violinista David Oistrakh, com quem haveria de colaborar por toda sua vida. De 1941 até 1963, Oborin formou um Tiro com Oistrakh e o violoncelista Sviatoslav Knushekvtsky, alcançando fama internacional.
Foi o responsável pela primeira execução de obras de vários compositores modernos, bem como Khachaturian, Shebalin, Miaskovsky, Prokofiev e Shostakovich.
Entre seus alunos mais famosos estão Vladimir Ashkenazy, Mikhail Voskresensky, Dmitri Sakharov, Alexander Bakhchiev, Olga Kiun, Boris Berman, Genady Rozhdestvensky,Ekaterina Novitskaya e Andrei Egorov.